# Аналіз відповідності
Аналіз відповідності (АВ) - це багатовимірний статистичний метод. Це концептуально схоже на аналіз головних компонент, але застосовується для категоріальних, а не для неперервних даних. Подібним чином як в аналізі головних компонент, він забезпечує засіб відображення або підведення висновків в двовимірній графічній формі.
Всі дані повинні бути невідємними і в тому є масштабі, щоб вони могли бути застосованими. Метод розглядає рядки і стовпці еквівалентно. Він традиційно застосовується для таблиць спряженості - АВ аналізує статистичну величину хі-квадрат, пов'язану з цією таблицею ортогональними факторами. Оскільки АВ є описовою технікою, він може бути застосованим до таблиць, які можуть відповідати, а можуть і не відповідати, величині {\displaystyle \chi ^{2}} .

## Деталі
Як і аналіз головних компонент, аналіз відповідності створює ортогональні складові та для кожного елемента в таблиці - набір множин (іноді так званий фактор оцінки). Аналіз відповідності виконаний для даних таблиці спряженості, C , розміру m×n , де m - кількість рядків і n - кількість стовпців.

### Попередня обробка
З таблиці C обчислюємо набір ваги для стовпців та рядків (інколи називають масою), де маса рядка:
{\displaystyle w_{m}=(1C1)^{-1}C1}
А маса стовпчика:
{\displaystyle w_{n}=(1C1)^{-1}1C}
Далі, знаходиться таблиця S (яка називається стохастичною матрицею):
{\displaystyle S=(1C1)^{-1}C}.
Обчислення маси:
{\displaystyle M=S-w_{m}w_{n}^{*}}
Де {\displaystyle w_{n}^{*}} позначає ермітово – спряжену матрицю для {\displaystyle w_{n}} .

### Ортогональні складові
Таблиці M потім аналізується із узагальненим одиничним розкладом, де лівий і правий одиничні вектори обмежені вагою. Ваги - діагональна таблиця:
{\displaystyle W_{m}=diag\{w_{m}\}}
та
{\displaystyle W_{n}=diag\{w_{n}\}}
Де діагональні елементи - це , а всі інші рівні нулю.
M потім розкладають за допомогою узагальненого одиничного розкладу:
{\displaystyle M=U\Sigma V^{*}\,}
, де 
{\displaystyle U^{*}W_{m}U=V^{*}W_{n}V=I.}

### Фактор – оцінка
Фактор оцінки для ряду елементів таблиці C :
{\displaystyle F_{m}=W_{m}U\Sigma }
а для стовпця:
{\displaystyle F_{n}=W_{n}V\Sigma }.

## Додатки та застосування
Кілька варіантів АВ доступні, в тому числі канонічний аналіз відповідності. Розширення аналізу відповідності до багатьох категоріальних змінних - називають багатовимірним аналізом відповідності. Адаптації аналізу відповідності до проблеми дискримінації за ознакою якісних змінних (тобто, еквівалент дискримінантного аналізу для якісних даних) називається дискримінантним аналізом відповідності або барицентричним дискримінантним аналізом.
У суспільних науках, аналіз відповідності, і особливо його розширення до багатовимірного аналізу відповідностей, стало відомим за межами Франції шляхом його застосування французьким соціологом П'єра Бурдьє.